# 维茹瓦
维茹瓦（法語：Vigeois，法語發音：[viʒwa]）是法国科雷兹省的一个市镇，位于该省西部偏北，属于布里夫拉盖亚尔德区。

## 地理
维茹瓦（45°22'46"N, 1°31'2"E）面积43.25 平方千米，位于法国新阿基坦大区科雷兹省，该省份为法国中南部省份，北起上维埃纳省和克勒兹省，西接多爾多涅省，南至洛特省，东临多姆山省和康塔爾省。
与维茹瓦接壤的市镇（或旧市镇、城区）包括：埃斯帕尔蒂尼亚克、埃斯蒂沃、韦泽尔河畔奥尔尼亚克、佩尔珀扎克-勒努瓦尔、特罗什、于泽什。
维茹瓦的时区为UTC+01:00、UTC+02:00（夏令时）。

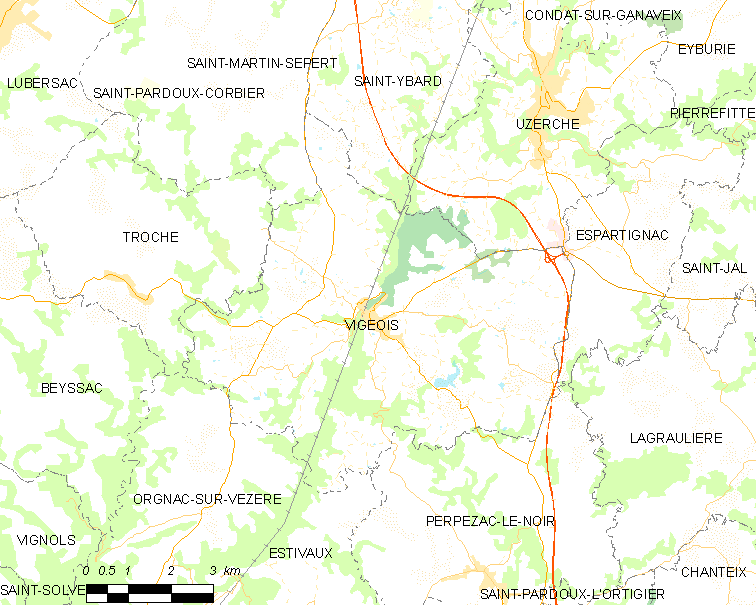
维茹瓦的OSM定位图

## 行政
维茹瓦的邮政编码为19410，INSEE市镇编码为19285。

## 政治
维茹瓦所属的省级选区为阿拉萨克县。

## 交通
- 维茹瓦站

## 人口

1962-2008年间维茹瓦人口变化图示

维茹瓦于2022年1月1日时的人口数量为1295人。